# Zezinho Muggiati
José Luiz Osti Muggiati Neto, mais conhecido como Zezinho Muggiati (Curitiba, 9 de maio de 2003) é um automobilista brasileiro que atualmente compete na Stock Car Pro Series pela equipe CAR Racing Sterling. Foi campeão da Stock Series em 2023. 

## Biografia
José Luiz Osti Muggiati Neto é natural de Curitiba, sendo filho de Diana Hauer e de José Muggiati. Possui ascendência italiana, e é de uma família de entusiastas do automobilismo. Seu avô, José Luiz Muggiati, foi piloto de kart. Admira os tricampeões de Fórmula 1 Ayrton Senna e Nelson Piquet.
Zezinho possui um canal no YouTube, chamado Zezinho Muggiati #38, em referência ao número que o acompanha desde o kart e que ele adotou para a Stock Car. Lá, ele posta vídeos de bastidores, além de ter postado uma websérie sobre sua trajetória na Stock Car Pro Series.

## Carreira

### Início

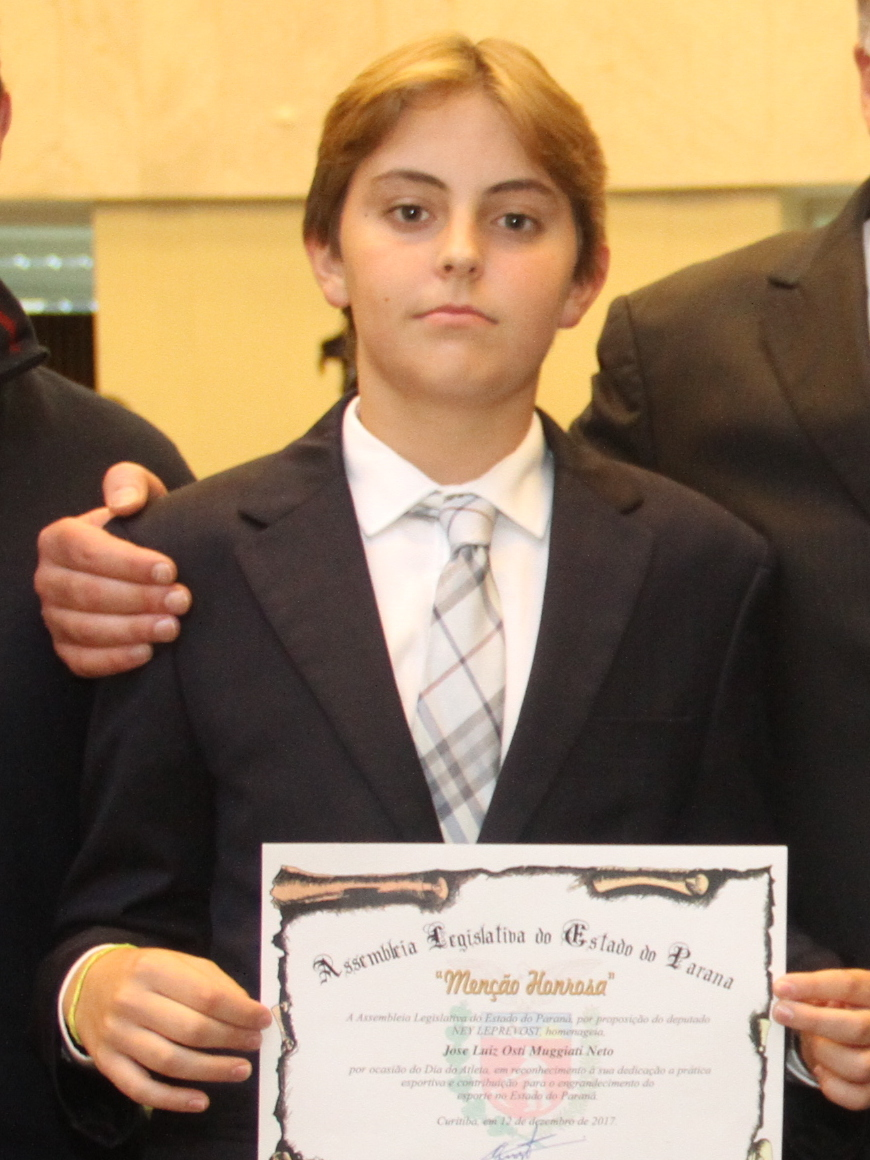
Mugiatti em 2017

Aos cinco anos, Zezinho foi presenteado pelos pais com um kart e começou a correr por diversão com amigos e familiares. Três anos depois, participou de sua primeira competição. Com oito anos foi campeão paranaense de Kart, vice-campeão da Copa do Brasil e ficou na 5ª posição do Campeonato Brasileiro de Kart. Também foi tricampeão Sul brasileiro de Kart entre 2013 e 2015, campeão da 16° Copa Brasil de Kart - Categoria Junior em 2014, dentre várias outras categorias.
Em 2019, foi selecionado como piloto da Academia de Jovens Pilotos Toyota Gazoo Racing Brasil. Nesse mesmo ano, Zezinho fez uma participação na Fórmula 4 Italiana. Disputou a rodada de Monza com a Cram Motorsport.

### Stock Light
Em parceria com a Stock Car, a Toyota lançou no final de 2020 a última fase da Academia de Jovens Pilotos. Após três etapas que consistiram de uma série de palestras, treinamentos e avaliações, os seis pilotos que participaram foram submetidos na ocasião aos exames práticos de pista executados por uma equipe de Stock Light. O curitibano foi o aprovado na primeira edição do projeto e logo em sequência, foi anunciada sua participação na temporada 2020 da categoria de acesso da Stock Car.
Reunindo seis jovens kartistas de destaque no cenário nacional, a Academia de Jovens Pilotos Toyota Gazoo Racing colocou em jogo uma vaga na Stock Light – um prêmio muito cobiçado entre as novas gerações de praticantes do esporte. O piloto de apenas 16 anos conquistou uma bolsa equivalente a 65% do montante necessário para uma temporada completa na equipe Carlos Alves Competições, Assim, Muggiati teve o experiente chefe de equipe Carlos Alves como mentor e coach nesta primeira temporada. Nesse ano, Zezinho obteve sua primeira vitória em Interlagos, feito que o piloto classificou como um dos episódios mais marcantes da sua vida e lhe fez lembrar de suas principais referenciais dentro do automobilismo, Ayrton Senna e Sebastian Vettel.
Em 2021, Muggiati se transferiu para a W2 Racing ProGP, onde faturou cinco pódios e terminou em sexto lugar, com 229 pontos. Ele seguiu com a W2 para 2022, onde teve chances de ser campeão ao somar três vitórias e fazer 15 pódios num campeonato de dezesseis etapas, mas viu o título escapar na última prova para o então companheiro de equipe, Vitor Baptista.
Mas em 2023, Zezinho foi dominante já na primeira rodada, em Interlagos, onde venceu todas as três provas. Chegou a ser ameaçado por Gabriel Robe, vencedor em Tarumã e Cascavel, mas Muggiati recuperou a ponta a partir da etapa do Velopark e se sagrou campeão com um nono lugar na última prova do ano. Ao todo, Zezinho teve seis poles, seis vitórias, sete voltas mais rápidas, catorze pódios e 387 pontos, superando Robe, o vice, por 13 pontos. Com esse título, Muggiati recebeu o maior prêmio da história do automobilismo brasileiro: R$ 2,5 milhões, a serem usados para financiar sua estreia na Stock Car Pro Series em 2024.

### Stock Car Pro Series
Em 2022, Zezinho fez sua primeira incursão na Stock Car Pro Series ao participar da corrida de duplas com Sérgio Jimenez, titular da Scuderia CJ, mas eles não terminaram a prova.

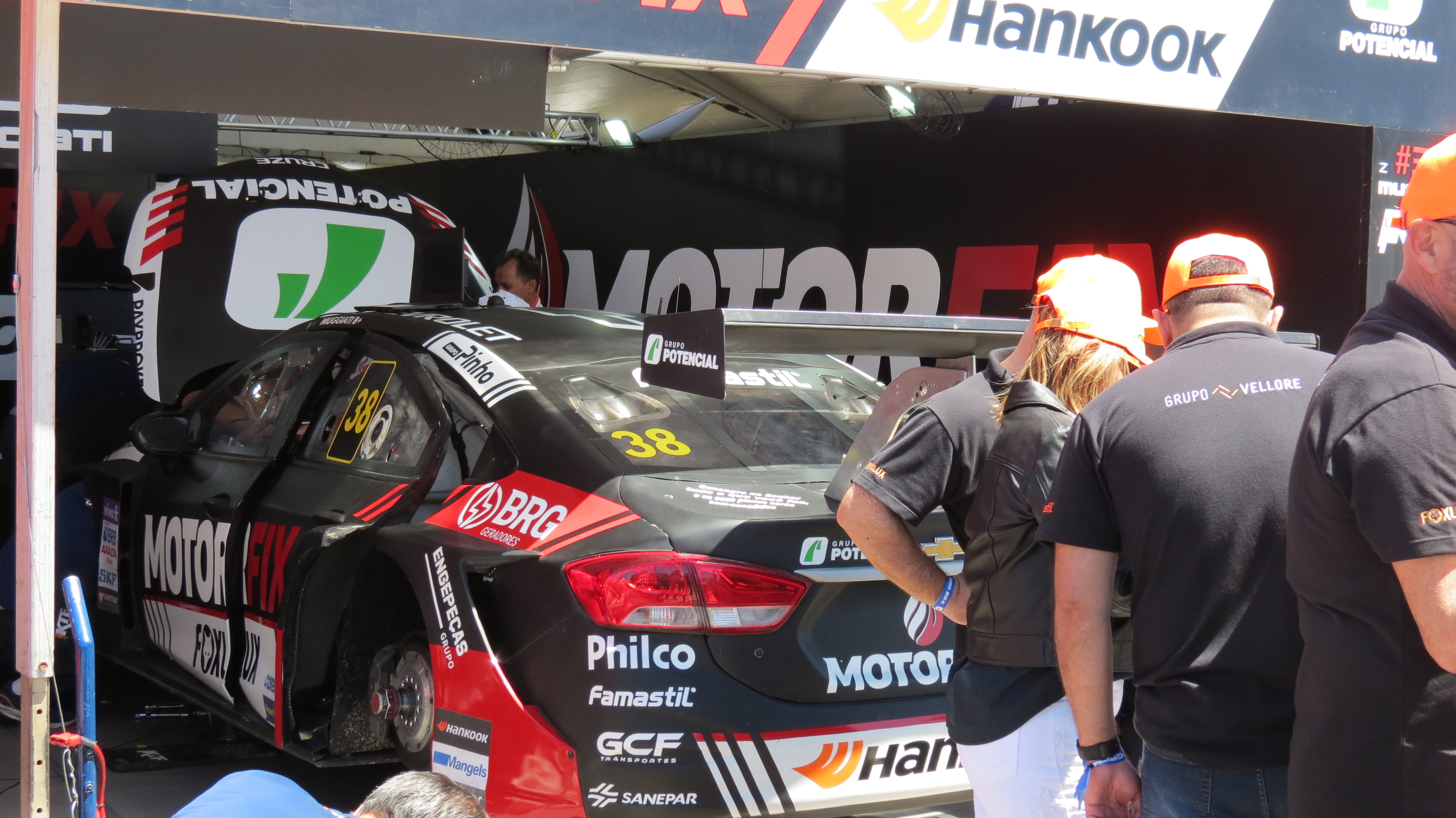
Carro de Muggiati nos boxes da KTF durante a etapa de El Pinar em 2024

Por ter sido campeão da Stock Light em 2023, Muggiati foi promovido à Stock Car Pro Series em 2024, e correu pela KTF Racing ao lado do Guilherme Salas. Seu melhor resultado do ano foi o pódio na corrida sprint em Velopark, que também foi seu primeiro na categoria. Originalmente, Zezinho foi o terceiro colocado, mas foi promovido a segundo por conta da desclassificação de Felipe Baptista, segundo colocado original, por conta do caso Pneugate. Além dessa, Muggiati finalizou mais outras quatro corridas no Top-10. Terminou a temporada como o 21º colocado, com 472 pontos, apenas um acima do veterano Átila Abreu, mas com uma desvantagem de mais de cem pontos para seu companheiro Salas.
Para 2025, Zezinho se juntou à equipe CAR Racing Sterling, estreante na categoria. O curitibano teve como companheiro Rafael Reis.

## Títulos e Competições
- 2011 - Copa Brasil de Kart - Vice Campeão (Categoria Mirim)
- 2012 - Campeonato Paranaense de Kart- Campeão (Categoria Cadete)
- 2012 - Sul brasileiro de Kart - 3° Lugar (Categoria Cadete)
- 2013 - Sul brasileiro de Kart - Campeão (Categoria Cadete)[21]
- 2014 - Copa Do Brasil de Kart - Campeão[22]
- 2014 - Sul Brasileiro de Kart - Campeão[23]
- 2014 - Campeonato Paranaense de Kart - Campeão (Categoria Junior menor)
- 2015 - Copa das Federações de Kart - Campeão (Categoria Junior menor)
- 2015 - Sul brasileiro de kart - Campeão (Categoria Junior menor)[24]
- 2016 - Sul brasileiro de Kart - Vice Campeão (Categoria Junior) / Participou da Etapa do Skusa em Las Vegas
- 2017 - Campeonato brasileiro de Kart- 3° lugar (Categoria Junior)
- 2017 - Sul brasileiro de Kart - Campeão Copa Brasil de Kart - 3° lugar (Categoria Junior)[2]
- 2018 -  Campeão da copa Brasil de Kart[25]
- 2018 - Campeão do Campeonato Paranaense de Kart (Categoria Junior) [26]
- 2019 - Campeão do campeonato brasileiro de Kart (Categoria Graduados) [27]